# Gerhard Schridde
Gerhard Schridde (* 26. Dezember 1904 in Jerxheim; † 15. Januar 1968 in Braunschweig) war ein deutscher Lehrer, Heimatforscher und Naturschutzbeauftragter.

## Leben
Gerhard Schridde wurde 1904 als Sohn eines Lehrers in Jerxheim im Kreis Helmstedt geboren. Im Jahr 1905 siedelte die Familie nach Riddagshausen bei Braunschweig über. Schridde schloss 1924 das Reform-Realgymnasium Braunschweig mit dem Abitur ab und studierte anschließend Mathematik, Geographie und Biologie an der Technischen Hochschule Braunschweig und an der Universität Marburg. Seit 1924 war er Mitglied der Burschenschaft Germania Braunschweig. Nach der ersten Staatsprüfung für das Lehramt an höheren Schulen war er ab 1930 als Referendar am Lyzeum in Braunschweig tätig. Nach dem Assessorexamen wirkte er als Lehrer an der Oberschule in Bad Harzburg. Mit dem Ausbruch des Zweiten Weltkriegs leistete er ab 1939 Kriegsdienst. Nach Ende des Krieges und seiner Rückkehr aus der Kriegsgefangenschaft war er als Hilfsarbeiter in Konservenfabriken und Apotheken tätig, bevor er 1949 den Schuldienst wieder aufnahm. In Braunschweig unterrichtete er an der Hoffmann-von-Fallersleben-Schule und danach als Studienrat bis zum Eintritt in den vorzeitigen Ruhestand Ende 1966 an der Neuen Oberschule. Daneben war er von 1951 bis 1965 Dozent an der Deutschen Drogistenakademie (heute Dr. von Morgenstern Schulen). Im Jahr 1957 wurde er als Nachfolger von Otto Willke Beauftragter für Naturschutz und Landschaftspflege der Stadt Braunschweig. Im selben Jahr berief ihn der Landesverein für Heimatschutz in den Vorstand.
Schridde war verheiratet mit Hedwig, geb. Kronjäger († 1964). Das Paar hatte einen Sohn und eine Tochter. In zweiter Ehe war er seit Herbst 1966 mit Liesel, geb. Haberkamp verheiratet. Gerhard Schridde wohnte zuletzt in der Neuhofstraße in Riddagshausen. Er starb im Januar 1968 in Braunschweig.
In Riddagshausen wurde der zwischen Kreuzteich und Mittelteich gelegene Gerhard-Schridde-Weg nach ihm benannt.

## Schriften (Auswahl)
Schridde verfasste zahlreiche heimat- und naturkundliche Publikationen. Er publizierte u. a. in der Braunschweigischen Heimat.
- Die Platane am Gaußberg in Braunschweig. Gedanken über Aufgaben und Grenzen des Baumschutzes. In: Braunschweigische Heimat 1967, 53 (1), S. 22–24.
- Dreißig Jahre Naturschutzgebiet Riddagshausen: Ein halbes Jahrhundert Sorge um das Riddagshäuser Teichgebiet. In: Braunschweigische Heimat 1966, 52 (3/4), S. 93–96.
- Was muß geschehen, um die Riddagshäuser Landschaft zu retten?. In: Braunschweigische Heimat 1966, 52 (2), S. 56–61.
- (gemeinsam mit Werner Flechsig und Hans-Adolf Schultz): Kennst du die Heimat? Wissenswertes über das braunschweigische Land und seine Umgebung. 3. Der Vorsfelder Werder und seine nächste Umgebung. Zusammenstellung. In: Braunschweigische Heimat 1965, 51 (4), S. 113–126.
- (gemeinsam mit Werner Flechsig und Hans-Adolf Schultz): Kennst du die Heimat? Wissenswertes über das braunschweigische Land und seine Umgebung. 2. Das braunschweigische Leinetal. Zusammenstellung. In: Braunschweigische Heimat 1965, 51 (3), S. 80–93.
- (gemeinsam mit Werner Flechsig und Hans-Adolf Schultz): Kennst du die Heimat? Wissenswertes über das braunschweigische Land und seine Umgebung. 1. Das Land um Asse und Osel. Zusammentellung. In: Braunschweigische Heimat 1965, 51 (1/2), S. 33–50.
- Riddagshausens Amtshaus und Europa-Reservat. In: Braunschweigische Heimat 1965, 51 (1/2), S. 57–58.
- Wer die Heimat liebt wie du ... Oberamtmann Albert Nehrkorn zum Gedächtnis. In: Braunschweigische Heimat 1964, 50 (4), S. 122–126.
- Welche Gefahren drohen durch die modernen Schädlingsbekämpfungsmethoden heute unserer heimischen Landschaft?. In: Braunschweigische Heimat 1962, 48 (4), S. 121–125.
- Die Vogeluhr. In: Braunschweigische Heimat 1957, 43 (1), S. 15–17.
- Das Lied der Heimat im Werk Hoffmanns von Fallersleben. In: Braunschweigische Heimat 1956, 42 (1), S. 43–47.
- Die Bedeutung der Heimatkunde im Oberstufenunterricht der Oberschulen. In: Braunschweigische Heimat  1952, 38 (3), S. 65–69.